# WTA-toernooi van Hawaï

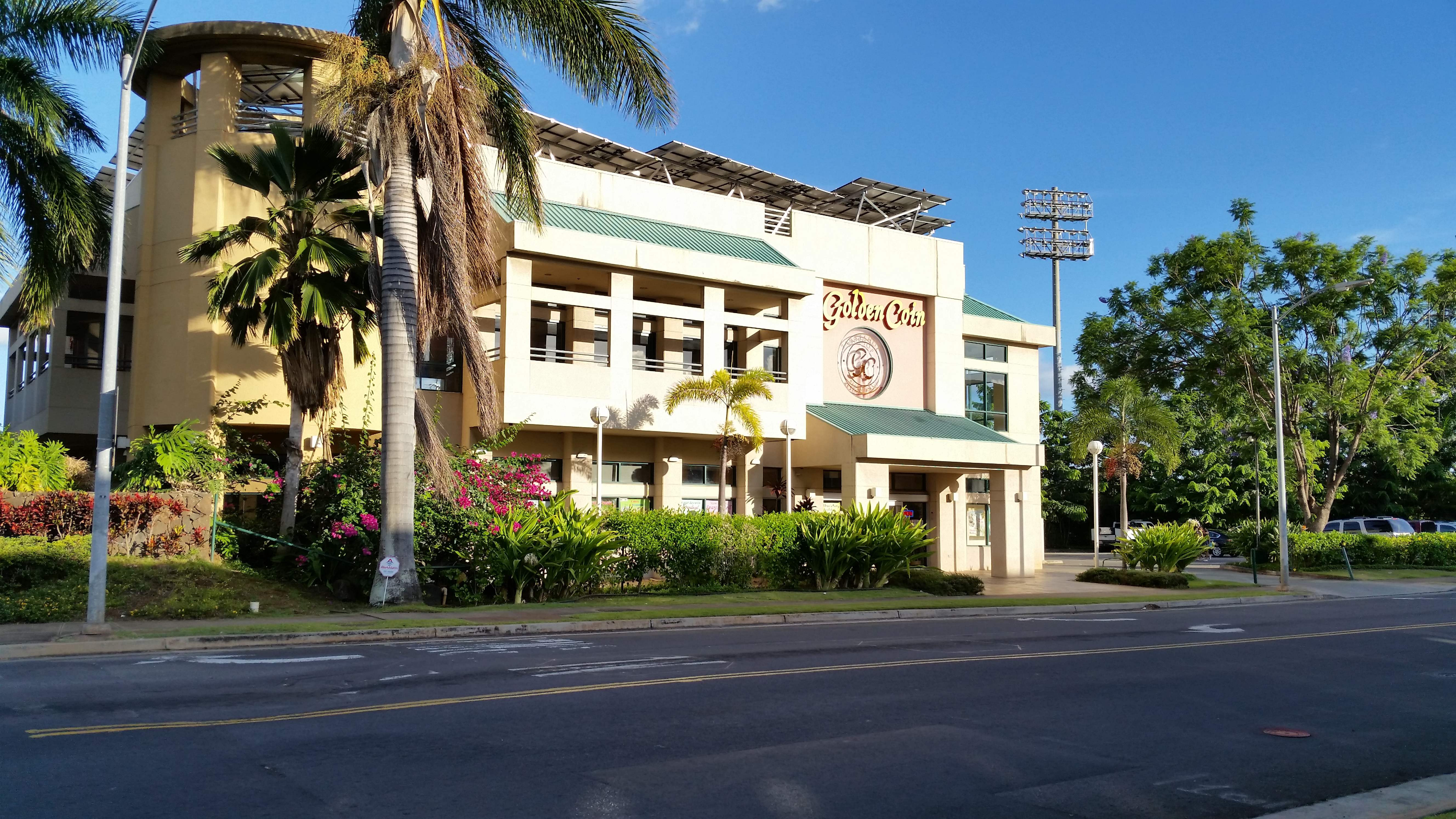
Waipahu

Het WTA-toernooi van Hawaï is een tennistoernooi voor vrouwen dat allereerst in 1973 plaatsvond in Honolulu onder de naam Virginia Slims of Hawaï, en vervolgens in 2001 en 2002 in de plaats Waikoloa op het Amerikaanse eiland Hawaï ("Big Island"). De officiële naam van het toernooi was toen Big Island Championships.
De WTA organiseerde het toernooi, dat in de categorie "Tier IV" viel en werd gespeeld op hardcourt.
Er werd door 32 deelneemsters per jaar gestreden om de titel in het enkelspel, en door 16 paren om de dubbelspeltitel. Aan het kwalificatietoernooi voor het enkelspel namen 19 à 22 speelsters deel, met vier plaatsen in het hoofdtoernooi te vergeven.
In 2016 werd het toernooi onder de officiële naam Hawaii Open hervat in Waipio, op 25 km afstand van Honolulu (op het kleinere eiland Oahu). De WTA organiseerde het toernooi toen in de categorie "Challenger". Er werd door 32 deelneemsters gestreden om de titel in het enkelspel, en door acht(2016) resp. veertien(2017) paren om de dubbelspeltitel. Aan het kwalificatietoernooi voor het enkelspel namen acht speelsters deel, met twee(2016) resp. vier(2017) plaatsen in het hoofdtoernooi te vergeven. Na 2017 werd het Challenger-toernooi niet voortgezet

## Finales

### Enkelspel
| datum†     | winnares         | tegenstandster | score          |               |
| ---------- | ---------------- | -------------- | -------------- | ------------- |
| 1973-10-23 | Billie Jean King | Helen Gourlay  | 6-1, 6-1       |               |
| 1974–2000  | geen toernooi    | geen toernooi  | geen toernooi  | geen toernooi |
| 2001-09-10 | Sandrine Testud  | Justine Henin  | 6-3, 2-0, opg. | details       |
| 2002-09-09 | Cara Black       | Lisa Raymond   | 7-6, 6-4       | details       |
| 2003–2015  | geen toernooi    | geen toernooi  | geen toernooi  | geen toernooi |
| 2016-11-21 | Catherine Bellis | Zhang Shuai    | 6-4, 6-2       | details       |
| 2017-11-20 | Zhang Shuai      | Jang Su-jeong  | 0-6, 6-2, 6-3  | details       |

† De datum komt overeen met de eerste toernooidag.

### Dubbelspel
| jaar      | winnaressen                    | tegenstandsters                     | score            |               |
| --------- | ------------------------------ | ----------------------------------- | ---------------- | ------------- |
| 1973      | Kerry Harris Kerry Melville    | Helen Gourlay Karen Krantzcke       | 6-3, 3-6, 6-3    |               |
| 1974–2000 | geen toernooi                  | geen toernooi                       | geen toernooi    | geen toernooi |
| 2001      | Tina Križan Katarina Srebotnik | Els Callens Nicole Pratt            | 6-2, 6-3         | details       |
| 2002      | Meilen Tu María Vento-Kabchi   | Nannie de Villiers Irina Seljoetina | 1-6, 6-2, 6-3    | details       |
| 2003–2015 | geen toernooi                  | geen toernooi                       | geen toernooi    | geen toernooi |
| 2016      | Eri Hozumi Miyu Kato           | Nicole Gibbs Asia Muhammad          | 6-7, 6-3, [10-8] | details       |
| 2017      | Hsieh Shu-ying Hsieh Su-wei    | Eri Hozumi Asia Muhammad            | 6-1, 7-6         | details       |

2001 · 2002 ––– 2016 · 2017
ITF-toernooien (mannen en vrouwen)

ATP-toernooien (mannen) – ATP-seizoen 2025

WTA-toernooien (vrouwen) – WTA-seizoen 2025

Voormalige toernooien mannen
Voormalige toernooien vrouwen
Voormalige amateurtoernooien